# مسجد قلعه‌قایین
مسجد قلعه‌قایین (انگلیسی: Galagayin Mosque) یک مسجد در شهرک قلعه‌قایین در شهرستان صابرآباد جمهوری آذربایجان است.

## نگارخانه